# Uvala

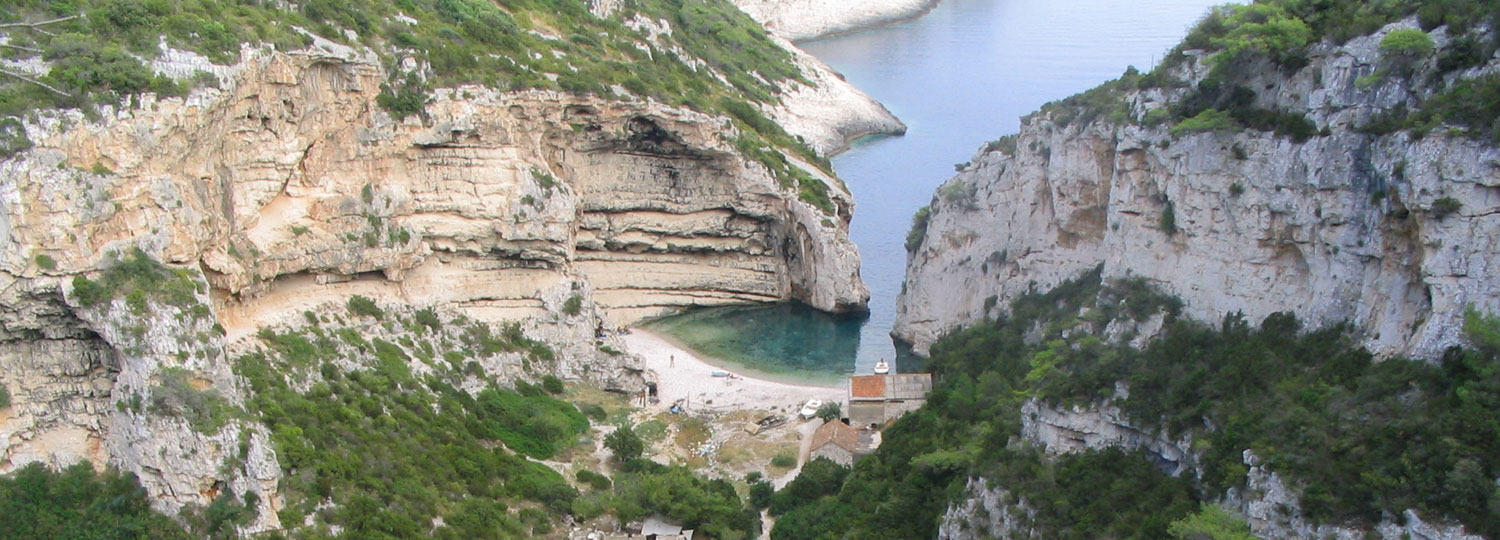
Obří uvala na pobřeží chorvatského ostrova Vis, částečně zaplavená mořem

Uvala je krasová povrchová sníženina vzniklá nejčastěji bočním spojením několika závrtů, čímž dojde k vytvoření zvláštní formy krasového údolí. Rozměrově je tedy obvykle větší než samostatný závrt (nemusí být ale pravidlem - viz obrovské závrty/menší uvaly vzniklé spojením drobnějších závrtů), ale menší než polje.